# Pilori de Idanha-a-Velha
Le pilori de Idanha-a-Velha (en portugais : Pelourinho de Idanha-a-Velha) se trouve dans la freguesia de Idanha-a-Velha, du concelho de Idanha-a-Nova, dans le district de Castelo Branco, au Portugal.
Ce pilori se dresse sur la place principale d'Idanha-a-Velha, à proximité de l'église de la Misericórdia de Idanha-a-Velha ; il est classé comme Imóvel de Interesse Público depuis 1933.

## Référence
1. ↑   (en + pt) DGPC, « Notice no 73341 », sur Património Cultural Imóvel.